# تیم ملی بسکتبال مردان جزایر کیمن
تیم ملی بسکتبال جزایر کیمن نماینده جزایر کیمن در مسابقات بین‌المللی است